# Куценко, Тамара Алексеевна
Тамара Алексеевна Куценко (10 сентября 1934 года, Пушкин, Ленинградская область, РСФСР, СССР — 30 сентября 2019 года, Москва, Российская Федерация) — советский хозяйственный, государственный и политический деятель.

## Биография
Родилась 10 сентября 1934 года в городе Пушкин Ленинградской области. Отец — секретарь парторганизации Октябрьской железной дороги, мать — врач.
Училась в школе № 209 г. Ленинграда. В 1956 году окончила Ленинградский государственный педагогический институт имени А. И. Герцена.
С 1956 года — учитель химии, воспитатель школы-интерната № 4.
Член КПСС с 1960 года. На хозяйственной, общественной и политической работе. Комсомольска карьера: инструктор, заместитель заведующего Отделом школ Ленинградского областного комитета ВЛКСМ, 1-й секретарь Дзержинского районного комитета ВЛКСМ, секретарь Ленинградского городского, областного комитета ВЛКСМ, председатель Центрального Совета Всесоюзной пионерской организации имени В. И. Ленина и секретарь ЦК ВЛКСМ (1966—1971).
Затем — заместитель председателя Государственного комитета РСФСР по делам издательств, полиграфии и книжной торговли (заведующая сектором детской литературы), участвовала в гонениях на молодых детских поэтов и на советскую научную фантастику.
Впоследствии — во Всесоюзном детском фонде имени В. И. Ленина, в церковном благотворительном центре «Благовест».
Избиралась депутатом Верховного Совета РСФСР 7-го и 8-го созывов.
Член Оргкомитета Комсомолу — 100.
Похоронена в Москве на Хованском кладбище.